# Ла-Гард (кантон)
Ла-Гард (фр. La Garde) — кантон на юго-востоке Франции, в регионе Прованс — Альпы — Лазурный Берег (департамент — Вар, округ — Тулон).

## Состав кантона
Впервые кантон образован в 1997 году. С 22 марта 2015 года число коммун в составе кантона возросло с 2 до 3 (коммуна Каркеран передана из состава кантона Ла-Кро), площадь кантона — 39,99 км², население — 46 971 человек, плотность населения — 1174,57 чел/км² (по данным INSEE, 2012 год).
| Коммуна  | Французское название | Площадь, км² | Население, чел. (2012) | Плотность, чел/км² |
| -------- | -------------------- | ------------ | ---------------------- | ------------------ |
| Каркеран | Carqueiranne         | 14,48        | 9 899                  | 684                |
| Ла-Гард  | La Garde             | 15,54        | 25 736                 | 1 656              |
| Ле-Праде | Le Pradet            | 9,97         | 11 336                 | 1 137              |

В 2012 году в состав кантона входило 2 коммуны, численность населения составила 37 072 человека.
| Коммуна  | Французское название | Площадь, км² | Население, чел. (2012) | Плотность, чел/км² |
| -------- | -------------------- | ------------ | ---------------------- | ------------------ |
| Ла-Гард  | La Garde             | 15,54        | 25 736                 | 1 656              |
| Ле-Праде | Le Pradet            | 9,97         | 11 336                 | 1 137              |